# 昆布車站
昆布車站（日语：／ Konbu eki */?）是由北海道旅客鐵道（JR北海道）所經營的鐵路車站，位於日本北海道磯谷郡蘭越町。本站是JR北海道函館本線沿線的無人車站，屬於北海道旅客鐵道本社（札幌總部）的直轄範圍，並由俱知安車站負責管理。站名源自愛奴語中的「tokom-po-nupuri/」，意指「瘤狀的小山」。

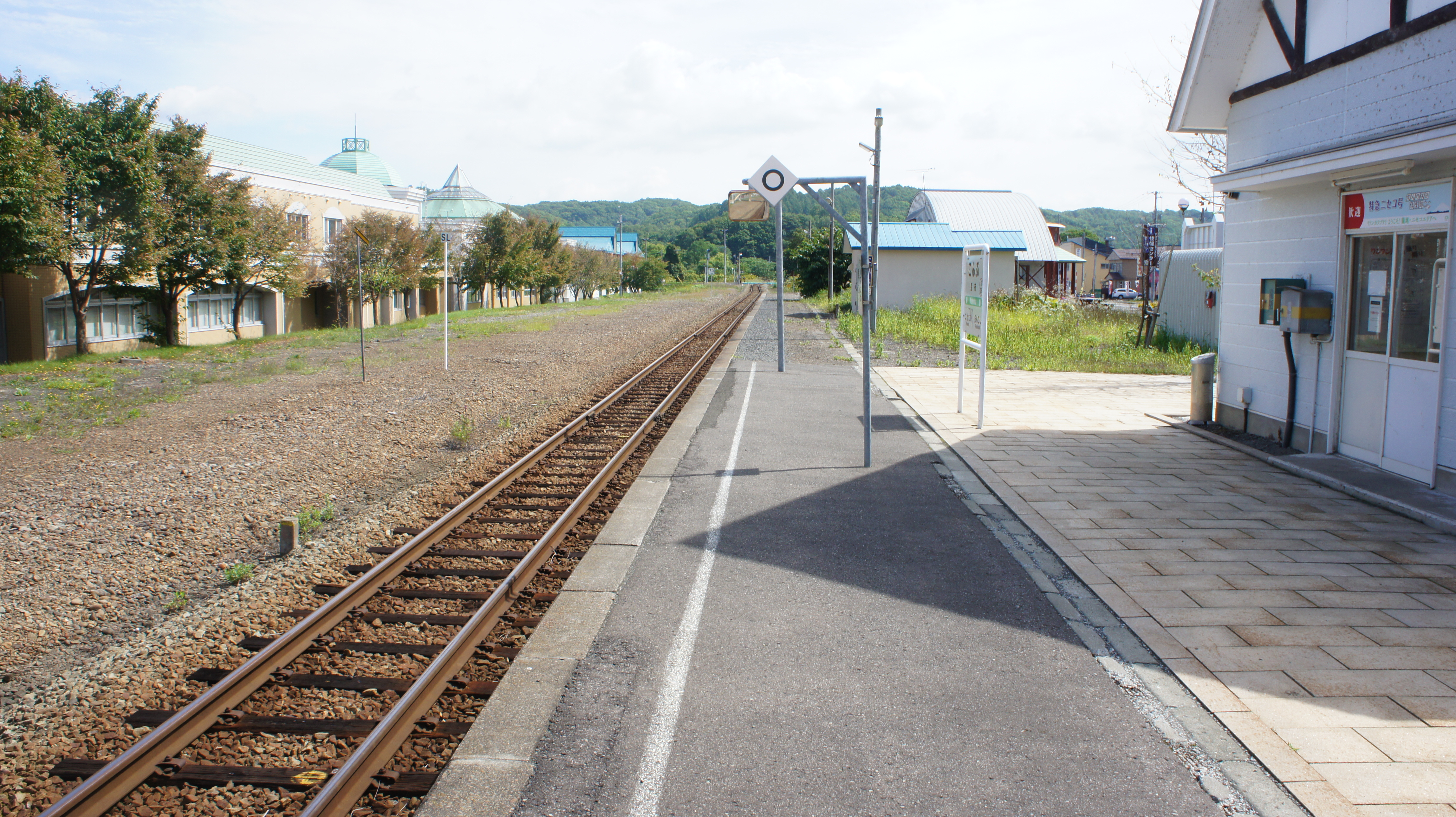
月台（2017年9月）

## 歷史
- 1904年（明治37年）10月15日：北海道鉄道歌棄站（現在的熱郛站） - 小澤站間延伸段開業、本站作爲同綫的車站開業。
- 1907年（明治40年）7月1日：北海道鉄道国有化、本站移交鐵道省。
- 1909年（明治42年）10月12日：制定国有鉄道線路名称、成爲函館本線的車站。
- 1949年（昭和24年）6月1日：日本国有鉄道法施行、由日本国有鉄道（国鉄）継承。
- 1974年（昭和49年）9月5日：貨運服務廃止。
- 1982年（昭和57年）3月1日：行李服務廃止。不再配置與旅客服務相關的站員，成爲簡易委託站。
- 1986年（昭和61年）11月1日：撤去列車交換設備。撤回工作人員。
- 1987年（昭和62年）4月1日：国鉄分割民營化、由北海道旅客鉄道（JR北海道）継承。
- 1992年（平成4年）4月1日：簡易委託廃止、完全無人化。
- 2007年（平成19年）10月1日：本站導入北海道旅客鉄道站編號[1]。

## 車站構造
本站為側式1面1線月台的地面車站，也是由俱知安站負責管理的無人站。

## 相鄰車站
北海道旅客鐵道（JR北海道）
■函館本線
■臨時特急「特急新雪谷」
黑松內（S30）－昆布（S26）－新雪谷（S25）
■快速「Niseko Liner」（只限下行往札幌）、■普通
蘭越（S27） → 昆布（S26） → 新雪谷（S25）